# Gare de Graffenwald
La gare de Graffenwald est une gare ferroviaire française de la ligne de Lutterbach à Kruth, située sur le territoire de la commune de Wittelsheim dans le département du Haut-Rhin, en région Grand Est.
C'est une halte ferroviaire de la Société nationale des chemins de fer français (SNCF) desservie par des trains TER Grand Est et du Tram-train Mulhouse-Vallée de la Thur.
Cette gare ne doit pas être confondue avec la gare de Wittelsheim aujourd'hui fermée.

## Situation ferroviaire
Établie à 273 m d'altitude, la gare de Graffenwald est située au point kilométrique (PK) 4,634 de la ligne de Lutterbach à Kruth, entre les gares de Lutterbach et de Cernay. 

## Histoire
Depuis le 12 décembre 2010, la gare est desservie par le Tram-train Mulhouse-Vallée de la Thur.

## Fréquentation
De 2015 à 2024, selon les estimations de la SNCF, la fréquentation annuelle de la gare s'élève aux nombres indiqués dans le tableau ci-dessous.
| Année     | 2015   | 2016   | 2017   | 2018   | 2019   | 2020   | 2021   | 2022   | 2023    | 2024    |
| --------- | ------ | ------ | ------ | ------ | ------ | ------ | ------ | ------ | ------- | ------- |
| Voyageurs | 79 337 | 69 576 | 74 572 | 78 592 | 78 248 | 58 023 | 60 905 | 84 897 | 103 033 | 103 554 |

## Service des voyageurs

### Accueil
Halte SNCF, c'est un point d'arrêt non géré (PANG) à entrée libre. Elle est équipée d'automates pour l'achat de titres de transport.

### Desserte
Graffenwald est desservie par des trains TER Grand Est qui effectuent des missions entre les gares de Mulhouse et de Kruth. Elle est également desservie par le Tram-train Mulhouse-Vallée de la Thur.

### Intermodalité
La gare est desservie par la ligne 53 du réseau Soléa, qui deviendra en septembre 2025 une ligne de car express, la 53E. 
Un parc pour les vélos et un parking pour les véhicules sont aménagés.